# 联合国气候变化大会
联合国气候变化大会是联合国气候变化框架公约簽署後簽署各方每年举行的会议，目的是评估全球变暖並提出应对之道。第一次联合国气候变化大会 1995 年在柏林举行。 京都议定书以及巴黎協定就是联合国气候变化大会下的成果。 

### 第1－10届会议
第1届会议
1995年在德国柏林召开。
第2届会议
1996年在瑞士日内瓦召开。
第3届会议
1997年在日本京都召开。
第4届会议
1998年在阿根廷布宜诺斯艾利斯召开。
第5届会议
1999年在德国波恩召开。
第6届会议
2000年在荷兰海牙召开。
第6届会议续会
2001年在德国波恩召开。
第7届会议
2001年在摩洛哥马拉喀什召开。
第8届会议
2002年在印度新德里召开。
第9届会议
2003年在意大利米兰召开。
第10届会议
2004年在阿根廷布宜诺斯艾利斯召开。

### 第11－20屆會議
第11届会议
2005年在加拿大蒙特利尔召开。
第12届会议
2006年在肯尼亚内罗毕召开。
第13届会议
2007年在印度尼西亚巴厘岛召开。
第14届会议
2008年在波兰波兹南召开。
第15届会议
2009年在丹麦哥本哈根召开。
第16届会议
2010年在墨西哥坎昆召開。
第17届会议
2011年11月28日-12月9日在南非德班召开。
第18届会议
2012年11月26日－12月8日在卡塔尔多哈召开。
第19届会议
2013年在波兰华沙召开。本次會議通過有27項 COP19決議、10項CMP9決議。其中重要的內容有：
1. 訂出各國應提交減量貢獻的期限。
2. 建立「華沙REDD+機制架構」。
3. 通過「華沙損失與損害機制」。
4. 推動市場機制多元發展趨勢等。

第20届会议
2014年在秘鲁利马召开。

### 第21－30届会议
第21届会议
2015年在法国巴黎召开2015年聯合國氣候峰會。
第22届会议
2016年在摩洛哥马拉喀什召开。
第23届会议
2017年在德国波恩召开。
第24届会议
2018年在波兰卡托维兹召开。
第25届会议
2019年在西班牙马德里召开。
第26届会议
2021年在英国格拉斯哥召开。
第27届会议
2022年在埃及沙姆沙伊赫召开。
第28届会议
2023年在阿拉伯联合酋长国杜拜召开。
第29届会议